# كاثرين بوث
كاثرين بوث (الاسم قبل الزواج مومفورد، 17 يناير 1829 - 4 أكتوبر 1890) شريكة في تأسيس جيش الخلاص، جنبًا إلى جنب مع زوجها ويليام بوث. عُرفت بسبب تأثيرها في تشكيل جيش الخلاص باسم «أم جيش الخلاص».

## كهنوت
أصبحت كاثرين أكثر نشاطًا في عمل الكنيسة في برايهاوس. على الرغم من أنها كانت متوترة للغاية، لكنها استمتعت بالعمل مع الشباب ووجدت الشجاعة للتحدث في اجتماعات الأطفال. خلال هذه الفترة اكتشفت الأنموذج الأمريكي الإحيائي من ويسلان فيبي بالمر. بتشجيع من ويليام، كتبت كاثرين كتيبًا بعنوان «كهنوت المرأة: حق المرأة في الوعظ بالإنجيل» (1859)، دفاعًا عن وعظ الداعية الأمريكية السيدة فيبي بالمر، التي أحدث وعظها ضجة كبيرة في المنطقة التي يعيش فيها آل بوث. كانت خدمة النساء عبارة عن تبرير قصير وقوي عن حقوق المرأة في التبشير بالإنجيل. يحدد الكتيب ثلاثة مبادئ رئيسية قامت عليها قناعاتها. أولًا، رأت كاثرين أن المرأة ليست أقل من الرجل طبيعيًا أو أخلاقيًا. ثانيًا، اعتقدت أنه لا يوجد سبب كتابي لحرمانهم من الخدمة العامة. ثالثًا، أكدت أن ما حث عليه الكتاب المقدس هو أن الروح القدس قد رسم وبارك، وبالتالي يجب تبريره. اشتكت من أن «التطبيق غير المبرر» لنصيحة بولس، «(دع نسائك يصمتن في الكنائس) (كورنثوس الأولى 14:34)، قد أدى إلى خسارة الكنيسة، والشر للعالم، وإهانة الله أكثر من أي خطأ من أخطائها».
في ذلك الوقت، لم يكن من المتعارف عليه أن تتحدث النساء في اجتماعات الكبار. كانت مقتنعة بأن المرأة لها حق متساو في الكلام. في يناير 1860، بعد ولادة طفلهما الرابع، في غيتسهيد، خلال خطبة ويليام، طلبت «قول كلمة». لقد شهدت على خجلها من طلب دعوتها، ومع ذلك أعلن ويليام أنها ستتحدث في تلك الليلة. كانت بداية خدمة عظيمة، فقد واجه الناس تحديًا شديدًا بسبب وعظها.
أصبحت شريكة في عمل زوجها وسرعان ما وجدت مجالها الخاص كواعظة قوية. تحدثت أيضًا إلى الأشخاص في منازلهم، وخاصة مع مدمني الكحول، وساعدتهم في بدء بداية جديدة في الحياة. غالبًا ما عقدت اجتماعات منزلية للمهتدين. بدأت في النهاية في تنظيم حملاتها الخاصة. يتفق الكثيرون على أن ما من رجل في عصرها، بما في ذلك زوجها، تجاوزها في شعبيتها أو نتائجها الروحية. نُشر مقالها المكتوب الأول، كتيب تعليم الإناث في ديسمبر 1859.
كانت كاثرين بوث بليغة ومقنعة في الكلام، وواضحة ومنطقية بشكل مدمر في الكتابة، فقد دافعت لأكثر من عشرين عامًا عن حق المرأة في التبشير بالإنجيل بنفس شروط الرجل. في البداية، اشتركت كاثرين وزوجها في الخدمة كمبشرين متنقلين، ولكن بعد ذلك ازداد الطلب عليها كواعظة، خاصة بين الأثرياء. كانت الواعظة ظاهرة نادرة في عالم تتمتع فيه المرأة بحقوق مدنية قليلة ولا مكان لها في المهن. كاثرين بوث امرأة وواعظة رائعة، وهي تركيبة جذابة جذبت أعدادًا كبيرة لسماعها وأدلت ببيانها الخاص حول صلاحية خدمة المرأة. من بين الأنشطة الأخرى، ضغطت كاثرين على الملكة فيكتوريا للحصول على تشريع لحماية الإناث، في شكل «مشروع قانون برلماني لحماية الفتيات».

## البعثة المسيحية
بدأ عمل البعثة المسيحية في عام 1865 في الطرف الشرقي من لندن. وعظ ويليام الفقراء والمرهقين وتحدثت كاثرين إلى الأثرياء، وحصلت على الدعم لخدمتهم التي تتطلب الكثير من المال. وظفت صناعة النسيج عددًا من النساء يساوي عدد الرجال وساهمت بعدد كبير من الموظفات. بالإضافة إلى ذلك، توافد الموظفون الخدم المحليون على الجيش، وأصبح الكثير منهم ضباطًا. كان ويليام وكاثرين وابنهما برامويل وزوجة ابنه فلورنسا نباتيين. كتب برامويل قائمة بالأسباب التي جعلته يحافظ على النظام الغذائي.